# Torre del reloj Chimnabai
La Torre de Reloj Chimnabai, también conocida como la Torre Raopura, es una torre del reloj situada en el área de Raopura de Vadodara, Guyarat, India. Se completó en 1896 y se nombró en memoria de Chimnabai I (1864–1885), reina y primera esposa de Sayaji Rao Gaekwad III del estado de Baroda. Fue construido en estilo arquitectónico indo-sarraceno.

## Historia
La torre del reloj de Chimnabai fue construida en 1896.  La torre lleva el nombre de Chimnabai I (1864–1885), reina y primera esposa de Sayaji Rao Gaekwad III del estado de Baroda. Fue inaugurado por Mir Kamaluddin Hussainkhan, el último Nawab de Baroda. Durante el gobierno de Gaekwad, fue un paro para los tranvías tirados por caballos. La torre del reloj se erigió a un costo de ₹ 25 000. Fue construido con los fondos recaudados por los ciudadanos del estado de Baroda.
Las instalaciones de la torre fueron alquiladas por la Corporación Municipal de Vadodara durante las últimas tres décadas. En 2017, el comisario municipal, Vinod Rao, ordenó desalojar la torre para conservarla como monumento patrimonial. El sistema mecánico del reloj de la torre fue reemplazado por un motor de corriente continua. La torre se ilumina por la noche.

## Arquitectura

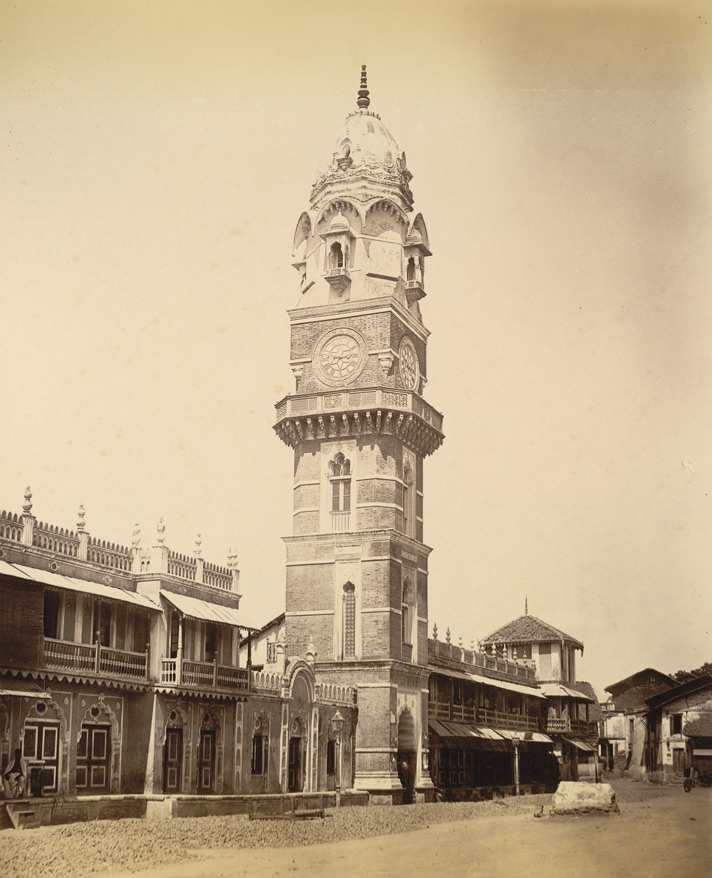
La torre en la década de 1890.

La torre fue construida en estilo arquitectónico indo-sarraceno. La torre de cinco pisos está construida con ladrillos rojos. La planta baja tiene una estrecha escalera de caracol que conduce a los pisos superiores. Los primeros tres pisos tienen aberturas de arcos abovedados decorados con finos estucos en cada lado. Sayajirao trajo de Londres un enorme reloj fabricado por John Taylor & Co y lo instaló en el cuarto piso. El reloj tiene seis pies de diámetro y su minutero mide 3 pies de largo. La planta superior es octogonal. Tiene el yarokha con trabajo en jaali en los ocho lados del parapeto. Un campanario se encuentra en la parte superior.

## Campanadas
Durante la regla de Gaekwad, el sistema mecánico se usaba para reproducir melodías cada 15 minutos, que luego cambió a cada hora. Más tarde, el sistema mecánico fue reemplazado por una conexión eléctrica y ahora las campanadas están silenciadas.